# Gunnar Adolfsson
Gunnar Adolfsson (i riksdagen kallad Adolfsson i Malmö, senare Adolfsson i Göteborg), född den 21 augusti 1906 i Almundsryds församling i Kronobergs län, död den 9 augusti 1983 i Biskopsgårdens församling i Göteborg, var en svensk författare, journalist och politiker.

## Biografi
Adolfsson föddes i Ryd i Kronobergs län 1906. Fadern var byggnadssnickare. Han försörjde sig till en början på olika tillfälliga arbeten. Men på 1930-talet började han som journalist i den kommunistiska dagspressen på tidningarna Sydsvenska Kuriren och den kommunistiska Folkviljan i Malmö. Därefter blev han chefredaktör för Arbetartidningen i Göteborg. Han är far till författaren och litteraturvetaren Eva Adolfsson.
Under det han själv kallade herr Adolfssontiden var han ledamot av Sveriges riksdags andra kammare 1945–1948, invald av Fyrstadskretsen och tillhörde första kammaren 1963–1966, invald av Göteborgs stad för Sveriges Kommunistiska Parti. Han hade även kommunala uppdrag i Göteborg, men då Arbetartidningen lades ner som dagstidning 1974, lämnade han alla sådana. "År hade börjat tynga i nacken, dessutom och framförallt kändes tiden äntligen kommen att förverkliga ynglingadrömmen: böcker om arbetsfolkets steg genom landskap och sekler. Tio böcker eller fler hade försummats under brådskans och virvelstormarnas många år. Men tio andra kunde möjligen medhinnas, en alnslängd i bokreolen. Nu äntligen var tiden kommen."

## Författaren
Eftersom författarskapet fick stå tillbaka för politiken hann Adolfsson, som framgår av bibliografin nedan, till en början endast med en roman per decennium. Han beskriver i dem trettiotalskrisen, Sverige under andra världskriget sett ur antifascistisk synpunkt och i Trappan, som handlar om bilfabriken Volvo, fast i roman kallad Vasa, om införandet av tidsstudier och hur motsättningarna till sist utvecklar sig till en strejk.
Adolfssons fyra första böcker var alla samtidsskildringar. Men med Träskoland 1964 började han söka sig tillbaka i historien och till sin småländska hembygd. Den boken blev först i en trilogi som behandlar industrialiseringen i Kronoberg från sekelskiftet 1900 och fram till 1920-talet. I boken Född i våra dalar beskrivs en emigration, inte av självägande bönder som i Mobergs Utvandrarroman, utan av fattigfolk till nordtyska storgods som lantarbetare och mjölkerskor. 
Han hade nu skaffat sig en egen litterär stil "som varken var släkt med konventionell redogörelse eller en agitatorisk indignationsstil utan kan karaktäriseras som en poetiskt verkningsfull meditationsstil kryddad av humor."

## Priser och utmärkelser
- 1967 – Landsbygdens författarstipendium
- 1971 – Litteraturfrämjandets stipendiat
- 1982 – De Nios Vinterpris